# DSV Leoben
DSV Leoben is een Oostenrijkse voetbalclub uit Donawitz, een stadsdeel van Leoben. De voetbalvereniging heeft een lange geschiedenis in het Oostenrijkse profvoetbal. De clubkleuren zijn groen en wit.

## Geschiedenis

### Oprichting als WSV Donawitz
De club werd op 1 februari 1928 opgericht als Werkssportverein Donawitz met groen-witte clubkleuren. Soms wordt ook 1922 als oprichtingsjaar aangegeven maar dit is een misverstand en slaat terug op de inmiddels niet meer bestaande club Verein Donawitzer SV.
In 1930/31 speelde de club voor het eerst in de hoogste klasse van Steiermark, dat toen de hoogste klasse was die een club uit de deelstaat kon bereiken. Andere clubs uit de reeks waren onder meer SK Sturm Graz, Grazer AK, Grazer SC en Kapfenberger SC. WSV vestigde zichzelf als een topclub en haalde goede resultaten. In 1939 werd de club kampioen en nam deel aan de eindronde om te promoveren naar de Gauliga Ost maar moest het afleggen tegen clubs als FC Wien, Linzer ASK en WSV BU Neunkirchen. Datzelfde jaar werd Donawitz een deelgemeente van de stad Leoben. WSV bleef wel de naam Donawitz behouden. Tijdens de Tweede Wereldoorlog werd er niet gevoetbald bij de club omdat de terreinen van de club werd omgebouwd tot parkeerplaats voor pantservoertuigen.

### Heroprichting en nieuw begin
In 1949 werd het voetbal in Donawitz hervat. In 1955 werd de club kampioen en promoveerde zo naar de tweede klasse. Sinds 1956 speelde de club onafgebroken in een van de twee hoogste klassen van Oostenrijk. In 1958 speelde WSV een testwedstrijd tegen Austria Salzburg en won die met 2-2 en 5-1 waardoor de club voor het eerst naar de Staatsliga A. Na twee seizoenen degradeerde de club echter weer. Hierna speelde de club weer een tijd verder in de Regionalliga dat toen nog een tweede klasse was.

### DSV Alpine
In 1970 werd WSV Donawitz in WSV Alpine Donawitz omgedoopt. Een jaar later promoveerde de club terug naar de hoogste klasse. Op 3 mei 1971 werd de naam veranderd in Donawitzer SV Alpine, kort DSV Alpine. In de pers kreeg de club vreemd genoeg allerlei namen zoals DSV Alpine, Donawitz, DSV Donawitz, Alpine Donawitz, DSV Alpine Leoben en Alpine Leoben. De beste plaats in de competitie werd in 1972 en 1974 behaald met een zesde plaats. In 1974/75 werd de competitie van zeventien clubs naar tien clubs herleid. Ondanks de goede zesde plaats kwalificeerde de club zich niet omdat er maar één club uit Steiermark geselecteerd werd. De terugkeer naar de hoogste klasse kwam er pas in 1984. Daar speelde de club tot 1986 en dan nog een keer van 1991 tot 1992. In totaal speelde de club tien seizoenen in de hoogste klasse.

### Fusie met 1. FC Leoben
Na de degradatie naar de tweede klasse in 1992 besloten de bestuursleden van DSV Alpine en 1. FC Leoben om de krachten de bundelen en op 22 juni 1992 kwam de fusie tot stand, de nieuwe naam werd DSV Leoben. Het eerste succes kwam er in 1994/95 toen de club de finale van de Oostenrijkse beker haalde en verloor van SK Rapid Wien met 0-1. De club, toen getraind door ex-Leobenspeler Peter Guggi, miste hiermee de eerste kans op een Oostenrijkse titel.
In 2009 ging de club failliet en degradeerde naar de Regionalliga, de derde klasse. Dat betekende na 53 jaar een einde aan profvoetbal in Leoben. In 2013 degradeerde men naar de Landesliga, na negen jaar later keerde het weer terug in de Regionalliga. 
Het stootte in 2022/23 wel meteen door naar de 2. Liga. Daarmee keerde DSV Leoben na een afwezigheid van veertien jaar terug in het profvoetbal.

## Erelijst
- Beker van Oostenrijk

Finalist: 1995 (DSV Leoben)
- Kampioen Steiermark

1939, 1956 (WSV Donawitz)

### Eindklasseringen vanaf 1955
- 1955 2e
Regionalliga
- 1956 1e
Regionalliga
- 1957 8e
2. Liga
- 1958 2e
2. Liga
- 1959 10e
Bundesliga
- 1960 13e
Bundesliga
- 1961 10e
2. Liga
- 1962 11e
2. Liga
- 1963 7e
2. Liga
- 1964 4e
2. Liga
- 1965 5e
2. Liga
- 1966 2e
2. Liga
- 1967 6e
2. Liga
- 1968 1e
2. Liga
- 1969 15e
Bundesliga
- 1970 4e
2. Liga
- 1971 1e
2. Liga
- 1972 6e
Bundesliga
- 1973 9e
Bundesliga
- 1974 6e
Bundesliga
- 1975 9e
2. Liga
- 1976 9e
2. Liga
- 1977 2e
2. Liga
- 1978 2e
2. Liga
- 1979 8e
2. Liga
- 1980 4e
2. Liga
- 1981 7e
2. Liga
- 1982 7e
2. Liga
- 1983 9e
2. Liga
- 1984 3e
2. Liga
- 1985 11e
Bundesliga
- 1986 11e
Bundesliga
- 1987 3e
2. Liga
- 1988 8e
2. Liga
- 1989 10e
2. Liga
- 1990 4e
2. Liga
- 1991 7e
Bundesliga
- 1992 12e
Bundesliga
- 1993 3e
2. Liga
- 1994 10e
2. Liga
- 1995 10e
2. Liga
- 1996 5e
2. Liga
- 1997 12e
2. Liga
- 1998 6e
2. Liga
- 1999 8e
2. Liga
- 2000 2e
2. Liga
- 2001 4e
2. Liga
- 2002 7e
2. Liga
- 2003 2e
2. Liga
- 2004 6e
2. Liga
- 2005 5e
2. Liga
- 2006 6e
2. Liga
- 2007 3e
2. Liga
- 2008 8e
2. Liga
- 2009 11e
2. Liga
- 2010 10e
Regionalliga
- 2011 11e
Regionalliga
- 2012 5e
Regionalliga
- 2013 15e
Regionalliga
- 2014 9e
Landesliga
- 2015 13e
Landesliga
- 2016 5e
Landesliga
- 2017 5e
Landesliga
- 2018 12e
Landesliga
- 2019 14e
Landesliga
- 2020 10e
Landesliga
- 2021 12e
Landesliga
- 2022 1e
Landesliga
- 2023 1e
Regionalliga

- Bundesliga
- 2. Liga
- Regionalliga
- Landesliga

Tot 2018 stond de 2. Liga als Erste Liga bekend.

## Bekende spelers
- Deni Alar
- Franz Almer
- Adolf Antrich
- Matthias Dollinger
- Peter Guggi
- Max Hofmeister
- Günther Kronsteiner
- Roland Linz
- Joachim Parapatits
- Marek Penksa
- Hans Pirkner
- Peter Pumm
- Walter Roßkogler
- Walter Schachner
- Marko Stankovic